# Karin Gustavsson
Karin Gustavsson (...) è un'ex fondista svedese paralimpica, vincitrice di due medaglie d'oro e una di bronzo alle Paralimpiadi invernali del 1976.

## Carriera
Alle prime Paralimpiadi invernali, che si sono svolte ad Ornskoldsvik nel 1976, Gustavsson è stata la vincitrice di due medaglia d'oro: nella gara di 5 km B distanza corta (al 2º posto la norvegese Reidun Laengen e al 3º posto la compagna nella nazionale Astrid Nilsson) e nella stafetta 3x5 km A-B (con le connazionali Astrid Nilsson e Birgitta Sund). 
Un'ulteriore medaglia di bronzo è arrivata dai 10 km B distanza media, Gustavsson si è piazzata terza dietro a Reidun Laengen	e Astrid Nilsson).

## Palmarès

### Paralipiadi
- 3 medaglie:
  - 2 ori (5 km B distanza corta e 3x5 km stafetta A-B a Örnsköldsvik 1976)
  - 1 bronzo (10 km B distanza media a Örnsköldsvik 1976)